# Kima Guitart
Pour les articles homonymes, voir Guitart.
Kima Guitart, née à Esparraguera en 1947, est une designer espagnole.

## Biographie
Kima Guitart naît en 1947 à Esparreguera, dans la province de Barcelone, en Catalogne. Elle a un frère. Leur mère est couturière.
Elle est spécialisée dans le domaine de la peinture sur soie au niveau international. Elle participe à de nombreuses expositions, au cours desquelles elle se définit comme une artisane de l'art.
Elle crée ses œuvres à partir des techniques japonaises.
Elle vit à Madrid depuis 1986.